# Стрибки у воду на Чемпіонаті Європи з водних видів спорту 2022 — вишка, 10 метрів (чоловіки)
Змагання зі стрибків у воду з вишки серед чоловіків на Чемпіонаті Європи з водних видів спорту 2022 відбулись 21 серпня.

## Результати[2][3]
| Місце | Спортсмен               | Країна          | Попередні змагання | Попередні змагання | Фінал  | Фінал |
| Місце | Спортсмен               | Країна          | Бали               | Місце              | Бали   | Місце |
| ----- | ----------------------- | --------------- | ------------------ | ------------------ | ------ | ----- |
| 1     | Олексій Середа          | Україна         | 408.25             | 2                  | 493.55 | 1     |
| 2     | Ноа Вільямс             | Велика Британія | 373.35             | 5                  | 459.00 | 2     |
| 3     | Бен Кутморе             | Велика Британія | 351.15             | 9                  | 438.35 | 3     |
| 4     | Андреас Ларсен          | Італія          | 396.80             | 3                  | 417.20 | 4     |
| 5     | Євген Науменко          | Україна         | 389.65             | 4                  | 406.65 | 5     |
| 6     | Яден Айкерманн          | Німеччина       | 373.30             | 6                  | 397.50 | 6     |
| 7     | Тімо Бартель            | Німеччина       | 429.30             | 1                  | 375.60 | 7     |
| 8     | Роберт Лукашєвич        | Польща          | 350.80             | 11                 | 344.25 | 8     |
| 9     | Едуард Тімбретті Гуджіу | Італія          | 363.80             | 8                  | 333.85 | 9     |
| 10    | Карлос Камачо           | Іспанія         | 365.15             | 7                  | 333.80 | 10    |
| 11    | Атанасіос Цірікос       | Греція          | 350.85             | 10                 | 328.15 | 11    |
| 12    | Володимир Арутюнян      | Вірменія        | 332.90             | 12                 | 288.60 | 12    |
| 13    | Ніколаос Молваліс       | Греція          | 312.55             | 13                 |        |       |
| 14    | Антон Кнолль            | Австрія         | 286.95             | 14                 |        |       |
| 15    | Дімітар Ісаєв           | Болгарія        | 265.25             | 15                 |        |       |